# Aeschropteryx unilineata
Aeschropteryx unilineata är en fjärilsart som beskrevs av Paul Dognin 1916. Aeschropteryx unilineata ingår i släktet Aeschropteryx och familjen mätare. Inga underarter finns listade i Catalogue of Life.